# Río Ill (Vorarlberg)
El río Ill es un río del estado austriaco de Vorarlberg, de 72 km de longitud, que fluye en dirección noroeste hasta desembocar en el río Rin, a poca distancia al norte de la frontera con Liechtenstein. La ciudad más importante que atraviesa es Bludenz.